# José Marafona
José Carlos Coentrão Marafona, noto semplicemente come José Marafona (Vila do Conde, 8 maggio 1987), è un calciatore portoghese, portiere del Paços Ferreira.